# Султан (Дисней)
Султа́н (англ. The Sultan) — второстепенный персонаж франшизы «Аладдин», один из главных персонажей мультфильма 1992 года «Аладдин», правитель Аграбы и отец принцессы Жасмин.

## Синопсис
Султан является давним правителем Аграбы. Живя в роскошном дворце вместе с Жасмин и её домашним тигром Раджой, он проводит большую часть своего времени, следя за тем, чтобы традиции и стабильность в городе оставались нетронутыми — настолько, что иногда он может пренебрегать другими средствами, такими как эмоциональное благополучие своей дочери, хотя он очень любит её. В начале фильма Султан упоминает, что у него есть совет, а его королевским визирем и самым доверенным членом совета является таинственный Джафар. Без ведома Султана на протяжении большей части фильма Джафар замышляет захватить власть в свои руки и постоянно использует силу своего гипнотического змеиного посоха, чтобы загипнотизировать Султана и заставить выполнять его требования, когда простого убеждения недостаточно.
Жена Султана умерла в детстве Жасмин. По словам Султана, она не была «почти такой придирчивой», когда дело дошло до поиска жениха, но, тем не менее, их отношения были крепкими.

## Основные появления

### «Аладдин» (1992)
После дня рождения Жасмин принцы из иностранных королевств посещают Дворец Султана, чтобы просить руки Жасмин, поскольку по закону она должна быть замужем за принцем. После катастрофического визита принца Ахмеда Султан наказывает Жасмин за её отказ выбрать мужа. Жасмин отвечает, выражая своё несоответствие ситуации, желая пережить более важные моменты, такие как, наконец, покинуть дворец и наладить связи с друзьями, а не выйти замуж ради политической выгоды. Султан торжественно признаёт, что закон уступает его мотивам найти Жасмин мужа; он показывает, что хочет, чтобы его дочь была обеспечена после его смерти, но даже этого недостаточно, чтобы смягчить отношение Жасмин к данным обстоятельствам.
Позже Султан находит Жасмин в её комнате очень расстроенной. Она рассказывает отцу, что сбежала, чтобы избежать дел с женихами, и что во время своего приключения встретила и подружилась с простолюдином, который, кажется, был убит по приказу Джафара. Султан делает Джафару выговор за его действия, но затем быстро прекращает разрешать ситуацию, чтобы сосредоточиться на поиске поклонника Жасмин.
При встрече с «принцем Али Абабуой» (замаскированным Аладдином) Султан мгновенно впечатляется пышностью и величием своего вдруг прибывшего гостя, настолько, что совершенно забывает, что не приглашал и никогда не слышал ни о каком принце Али. Он позволяет «принцу Али» оставаться во дворце, пока пытается ухаживать за Жасмин. Султана, вероятно, не волнует анонимность принца Али, и его не беспокоят такие подробности, как его родная страна, поскольку он рад иметь заинтересованного жениха после того, как Жасмин прогнала всех других принцев. Появление принца Али разозлило Джафара, поскольку он жаждет Жасмин, хочет, чтобы она, будучи его женой, могла законно взойти на трон, и он увидел в принце Али потенциальную угрозу и соперника.
Позже Джафар пытается убить Аладдина, чтобы помешать ему жениться на Жасмин. Затем Джафар гипнотизирует Султана, чтобы Жасмин вышла замуж за Джафара. Однако этот план срывается, когда снова появляется Аладдин и раскрывает предательство Джафара. Султан приказывает арестовать Джафара, но Джафару удаётся бежать. Сначала правитель Аграбы выражает свое недоверие к тому, что его самый доверенный советник замышляет против него заговор, но, увидев вместе Аладдина и Жасмин, он понимает, что они влюбились друг в друга, и Жасмин подтверждает, что она выбрала «принца Али» в качестве своего жениха. Султан в полном восторге от того, что Жасмин наконец-то выбрала себе мужа, и без колебаний благословляет их союз. Радостный Султан решает немедленно поженить Аладдина и Жасмин, а также чтобы Аладдин стал новым Султаном, как только они поженятся. Однако Аладдин расстроен этой новостью, поскольку чувствует себя виноватым за то, что солгал о своей истинной личности и боится стать султаном (об этом не знает ни Султан, ни Жасмин).
Уже на следующий день Султан объявляет о помолвке Аладдина и Жасмин, но Джафар возвращается с украденной Яго лампой и желает сам стать султаном, лишив текущего правителя Аграбы его королевского наряда. Когда Султан и Жасмин отказываются кланяться Джафару даже как султану Аграбы, Джафар загадывает желание стать самым могущественным колдуном. Он превращает Султана в живую марионетку-шута, на которой Яго вымещает свой гнев из-за того, что тот его насильно кормил сухими крекерами. Однако, когда Джафар терпит поражение после того, как Аладдин обманом заставляет его использовать своё последнее желание стать джинном, все его заклинания разрушаются, и Султан возвращается в свой королевский наряд.
Когда всё возвращается на круги своя, Султан слышит, как Аладдин прощается с Жасмин, поскольку Жасмин может выйти замуж только за принца. Джинни предлагает исправить ситуацию, сказав, что у Аладдина есть ещё одно желание, и что он должен использовать его, чтобы снова стать принцем. Несмотря на мольбы Джинна о том, что Аладдин потеряет замечательную женщину, такую как Жасмин, Аладдин верен своему предыдущему обещанию Джину, что только два желания были для него самого. Отметив, что Аладдин доказал свою ценность, победив Джафара и освободив Джинна, Султан решает отменить закон о браке с представителем королевской династии, чтобы Жасмин могла выйти замуж за человека, которого она считает достойным — за Аладдина.

### «Возвращение Джафара» (1994)
Султан объявляет, что хочет сделать Аладдина своим новым визирем. Однако он начинает подозревать Аладдина после того, как тот защищает Яго, который раньше работал на Джафара, и приказывает ему следить за птицей. Когда Джафар возвращается, он использует в своих интересах новое положение Яго как «союзника» Аладдина и заставляет его предложить Султану и Аладдину поговорить в месте, где Джафар и Абис Мал устроили им засаду. Султан заключён в тюрьму вместе с друзьями Аладдина, и Джафар использует его тюрбан, чтобы обвинить Аладдина в убийстве Султана. Позже его освобождает Джинни, которого затем освобождает Яго и спасает Аладдина от обезглавливания обманутым Расулом.
Султана можно увидеть позже в конце мультфильма, который снова просит Аладдина стать его визирем, однако парень отклоняет предложение султана, поскольку хочет путешествовать и повидать мир с Жасмин.

### «Аладдин» (1994—1996)
На протяжении всего мультсериала Султан играл заметную второстепенную роль: в нескольких эпизодах рассказывалось о его усилиях по заключению союзов с другими народами, включая один случай, когда его чуть не втянули в брак с королевой амазонок, а другие смотрели на его прошлое; в одном из эпизодов Аладдин и его друзья были вынуждены иметь дело с колдуном-растением по имени Арбутус, которого султан непреднамеренно оскорбил, в юности взяв розу из сада существа. Арбутус потребовал, чтобы через 20 лет он взамен получил самое дорогое сокровище Султана — и этим «сокровищем» была Жасмин.
В некоторых случаях Султан пытался доказать, что он может быть героическим и смелым авантюристом, как Аладдин. И ему это удалось подтвердить, когда Жасмин была похищена амазонками, которые хотели включить её в свою семью. Этот аспект характера Султана в основном раскрывался в эпизоде «Вооружён и очень опасен». Когда Аграбе угрожал Доминус Таск, а Аладдин уехал из города с дипломатической миссией, Султан неохотно решил надеть проклятые доспехи Килима, но был одержим его духом, который желал завоевать Семь пустынь. В конце эпизода, когда статуя Килима, источник силы доспехов, уничтожается вместе с духом Килима, Султан освобождается, не помня ничего, что произошло после того, как он надел доспехи.
Другим примером может быть эпизод «На что способен султан». Когда Жасмин похищают галифемки, Султан решает присоединиться к Аладдину в её спасении, но, к его раздражению, Аладдин больше беспокоился о своей безопасности, так что султан решил двигаться к спасению своей дочери самостоятельно. В кульминационный момент Султан спасает Аладдина и Жасмин на крылатом коне. Будучи единственным мужчиной, когда-либо побеждавшим королеву Галифем Гиппсодет, в битве он имел непреднамеренное последствие победы, завоевав не только её уважение, но и её привязанность, что привело к тому, что они вдвоем отправились на свидание в эпизоде «Королева, с любовью».

### «Аладдин и король разбойников» (1996)
Султан знакомится с отцом Аладдина, Кассимом, не зная, что он король разбойников, и сразу же принимает его. Однако позже Расул сообщает Султану, что Кассим — король разбойников, и, не имея другого выбора, Султан приказывает Расулу заключить Кассима в темницу пожизненно. После того, как Аладдин помогает Кассиму сбежать из темницы, а затем возвращается, чтобы принять последствия своих действий, Султан готовится в гневе за освобождение Кассима наказать Аладдина, но Джинни и Жасмин встают на его защиту, заявляя, что всё, что он хотел, так это дать своему отцу второй шанс. Султан принимает его извинения. В конце мультфильма желание Султана увидеть, как Жасмин выходит замуж за кого-то, сбывается, так как она выходит замуж за Аладдина.

## Оценки
Обозреватели в целом отзывались об этом персонаже преимущественно критично, подчёркивая его инфантильность.
Кандидат исторических наук Арсений Богатырёв описывает персонажа так: «крошка-султан, семенящий на коротеньких ножках, — вылитое воплощение комизма. Защитить свою твердыню он может лишь волшебными средствами (эпизод „Бронирован и опасен“), обмануть же его, что отобрать у малыша конфетку („Сулейман на вес золота“). Подданным, само собой, совсем не до смеха. <…> При этом правитель Аграбы весьма „демократичен“, учитывая его сравнительно скромный штат слуг, небольшую горстку стражи».
Роксет Рубио из Comic Book Resources (CBR) отмечает, что Султан, в отличие от царя Тритона из «Русалочки», «не является стереотипно впечатляющим образцом, но явно хорошо проводит время. Как лидер Агробы, султан имеет некоторые очевидные недостатки. его рост и живот не входят в список его проблем. Вместо того, чтобы зацикливаться на своем весе, султан явно заботится о своем народе, давая ему такую основу как политического лидера, которой нельзя научить».
Софи Джеклин из того же CBR ставит Султана на 8-е место в списке «10 худших лидеров в фильмах Диснея». Она отмечает, что Султан жил в роскоши, пока его народ голодал: «Между тем Султан живёт в позолоченном дворце, огромность которого не нужна для небольшого числа людей, включая персонал, проживающих в нём. В то время как его народ страдает, Султан часто играет с игрушками, наслаждается играми или восхищается парадами и вечеринками. Никогда не бывавший среди своего народа, Султан не понимает, что его народу от него нужно; это делает его в лучшем случае небрежным монархом».
Мэтью Уилкинсон из Screen Rant, однако, пишет: Султан — «очень добросердечный человек. Он всегда думает о своём народе и, конечно же, о своей дочери, даже если его легко сбить с пути. Султан довольно упрям, поэтому ему требуется так много времени, чтобы выслушать свою дочь. Тем не менее, он также очень честен и прямолинеен в своих взглядах на людей и на самом деле ничего не утаивает. Но хотя он не всегда твёрдо сосредоточен на поставленной задаче, поскольку его мысли легко блуждают, в глубине души он по-настоящему добр, а это главное».
Эллисон Кернер из SheKnows пишет: «Султан — плохое оправдание отца и лидера. Он в основном сидит весь день и играет с игрушками, как ребёнок. Если подумать, он настолько невежественен и легкомыслен, что благодаря ему Аграба разваливается на части. Он мог бы сделать гораздо больше, будучи правителем своего народа. Что ещё более ужасно, так это то, как он относится к своей единственной дочери. По сути, она для него часть собственности, которую он пытается выдать замуж <…>».
Хлоя Уилт из CafeMom заявляет, что Султан в основном сосредоточен на упрямом характере своей дочери и отсутствии желания выходить замуж, а также является пухлым мужчиной с белой бородой. При этом Уилт отмечает, что в фильме 2019 года персонаж немного выше, но всё ещё в королевском одеянии и с густой растительностью на лице. Дэйв Трамбор из Collider отмечает, что Султан из фильма, сыгранный Навидос Негабаном, гораздо менее глуп, чем его анимационная версия, и больше похож на «уставшего от мира ветерана войны, который глубоко заботится о своём народе».